# Martín López Corredoira
Martín López Corredoira (nacido en 1970 en Lugo) es un físico y filósofo español. Investigador titular en el Instituto de Astrofísica de Canarias, miembro del "Seminario permanente Naturaleza y Libertad" en la Universidad de Sevilla, y del "Círculo de Filosofía de la Naturaleza". Premio "Platero"-2002 de Poesía, concedido por el  "Club del libro en español" de la Naciones Unidas en Ginebra.

## Formación académica y lugares de trabajo
Es licenciado en Ciencias Físicas por la Universidad Complutense de Madrid (1993), obtuvo el doctorado en Ciencias Físicas en la Universidad de La Laguna (Tenerife) (1997). También es doctor en Filosofía por la Universidad de Sevilla (2003). 
Ha trabajado como investigador en astrofísica en el centro LAEFF (precursor del Centro de Astrobiología; Villafranca del Castillo, Madrid, 1992-1994), "Astronomisches Institut der Universität Basel" (Basilea, Suiza, 2001-2003), Instituto de Astrofísica de Canarias (1994-2001, 2005-2010; investigador titular desde 2011).

## Obra filosófica
Es autor de los libros: Diálogos entre razón y sentimiento (1997), Somos fragmentos de Naturaleza arrastrados por sus leyes (2005), The Twilight of the Scientific Age (2013), Voluntad. La fuerza heroica que arrastra la vida (2015, reeditado en tres volúmenes en 2019-2022); ¿Dios o la materia? Un debate sobre cosmología, ciencia y religión (2008), junto con Francisco J. Soler Gil. Junto con Carlos Castro Perelman es editor del libro Against the Tide. A Critical Review by Scientist of How Physics and Astronomy Get Done (2008). Junto con Tom Todd y Erik J. Olsson es editor del libro Diversity, Inclusion, Equity and the Threat to Academic Freedom (2022). Mención especial en el "XV Certamen Literario Universidad de Sevilla" (2009), modalidad de teatro, por la obra de teatro en verso de tintes filosóficos El sinsentido de la vida (publicada en 2010).
Las contribuciones filosóficas en formato de artículo se dividen en dos grandes grupos: 1) Sobre el Ser; 2) Sobre el Deber Ser.
1) Sobre el Ser. Sus trabajos versan principalmente sobre la ciencia y la naturaleza: ontología, epistemología y sociología. Los desarrollos realizados pueden enmarcarse en lo que se conoce como "materialismo", aunque con algunos matices propios. Un tema ontológico/metafísico que ha desarrollado extensamente ha sido el del libre albedrío, desde un punto de vista que lo niega o lo considera un absurdo dentro de un mundo regido por las relaciones causales, deterministas o no, a las que el ser humano no puede escaparse. Los análisis sociológicos y sobre el sentido de la ciencia apuntan a su decadencia.
2) Sobre el Deber Ser. Ha tratado cuestiones sobre política desde un punto de vista más bien políticamente incorrecto: por ejemplo, criticando la democracia o la sociedad del dios-trabajo, o mostrando su escepticismo sobre las políticas ecologistas actuales, o en sus diatribas contra el feminismo actual. La obra de género inclasificable El espíritu de la materia ofrece en un lenguaje entre lo poético y lo filosófico un sentido espiritual a la existencia dentro del sinsentido nihilista implícito en el materialismo o naturalismo.

## Obra científica
La obra científica de López Corredoira se desarrolla principalmente en dos áreas de la astrofísica observacional y teórica. Entre los trabajos destacados figuran: 
1) Cosmología y estructura a gran escala del Universo. Analiza las dificultades y cuestiones abiertas que posee el modelo estándar y realiza diversos tests cosmológicos para estudiar los modelos que mejor representan el Universo. En el libro Fundamental Ideas in Cosmology. Scientific, philosophical and sociological critical perspectives (2022) amplía estas informaciones con una amplia revisión del tema, con cerca de mil referencias de literatura especializada, para mostrar que una visión escéptica sobre el modelo estándar ΛCDM ("Big Bang") cobra sentido a la vista de las múltiples tensiones entre los datos observacionales y las predicciones teóricas, así como desde diferentes perspectivas filosóficas y sociológicas de la cosmología.
2) Estructura, cinemática y dinámica de la Vía Láctea. Sus trabajos observacionales están dedicados al estudio morfológico de las componentes de nuestra Galaxia: el  bulbo, la "barra larga", el  disco, la extinción por polvo. Un trabajo suyo ha dado un nuevo diámetro al disco de la Vía Láctea superior al que se pensaba anteriormente, cercano a 200 mil años-luz. Un resultado importante es la distinción de la barra y el bulbo como dos estructuras diferentes con diferentes ángulos. En pugna con otras hipótesis que proclamaron el descubrimiento de una galaxia enana satélite como responsable del exceso de estrellas en la región de Canis Major y su correspondiente cola de marea del anillo de Monoceros, López Corredoira ha dado argumentos para creer que no hay tal galaxia enana sino que se trata de un efecto de proyección del alabeo+ensanchamiento del disco externo de la Vía Láctea. El bulbo con forma de X ha sido otra de las hipótesis que ha desmontado. Ha desarrollado además una nueva hipótesis que explica la generación de alabeos en las galaxias espirales debido a que los flujos intergalácticos son atraídos gravitatoriamente y atrapados directamente por los discos de éstas.

### Libros
- Diálogos entre razón y sentimiento. Madrid. Libertarias/Prodhufi. 1997. ISBN 978-84-7954-335-8

- Somos fragmentos de Naturaleza arrastrados por sus leyes. Madrid. Vision Net. 2005. ISBN 978-84-9821-166-5

- Editor de Against the Tide. A Critical Review by Scientists of How Physics and Astronomy Get Done. Boca Raton (FL, EE.UU.). Universal Publishers. 2008. ISBN 978-1599429939

- Coautor de ¿Dios o la materia? Un debate sobre cosmología, ciencia y religión. Madrid. Ediciones Áltera. 2008. ISBN 978-84-96840-24-9

- El sinsentido de la vida. Raleigh (NC, EE.UU.). Lulu. 2010. ISBN 978-1445702926

- Coautor de La cosmología en el siglo XXI: entre la física y la filosofía. Tarragona. Arola Editors. 2012 ISBN 978-8484241683

- The Twilight of the Scientific Age. Boca Raton (FL, EE. UU.). BrownWalker Press. 2013. ISBN 978-1612336343

- Voluntad. La fuerza heroica que arrastra la vida. Madrid. Ediciones Áltera. 2015. ISBN 978-84-16405-18-3. Reeditado Volumen 1-3 en: Alicante, Ed. EAS. 2019-2022. ISBN 978-84-94959-67-7, ISBN 978-84-122509-4-7, ISBN 978-84-124589-4-7
- Fundamental Ideas in Cosmology. Scientific, philosophical and sociological critical perspectives. Bristol. IoP Publishing. 2022. Online ISBN 978-0-7503-3775-5; Print ISBN 978-0-7503-3773-1
- Editor de Diversity, Inclusion, Equity and the Threat to Academic Freedom. Exeter. Imprint Academic. 2022. ISBN 978-1-7883-6084-5

### Artículos de filosofía destacados
- "Contra el libre albedrío en el marco de las ciencias naturales contemporáneas", Eikasia, 27, pp. 61-92 (2009)

- "Quantum mechanics and free will: counter-arguments", NeuroQuantology, 7(3), pp. 449-456 (2009)

- "El espíritu de la materia. Meditaciones poético-filosóficas", Thémata, 44, pp. 353-386 (2011)

- "Non-standard Models and the Sociology of Cosmology", Studies in History and Philosophy of Modern Physics, 46-A, pp. 86-96 (2014)

- "El ocaso de la era científica", El País, Secc. Ciencia ("Materia"), 2-12-2015
- "Una visión alternativa sobre la historia de la mujer occidental y el feminismo'', El Catoblepas, 182, 3 (2018)

### Artículos de astrofísica destacados
- López-Corredoira, M., Betancort-Rijo, J., Beckman, J. E., "Generation of galactic disc warps due to intergalactic accretion flows onto the disc", Astronomy and Astrophysics, Volume 386, pp. 169-186 (2002)

- López-Corredoira, M., Momany, Y., Zaggia, S., Cabrera-Lavers, A., "Re-affirming the connection between the Galactic stellar warp and the Canis Major over-density", Astronomy and Astrophysics, Volume 472, Issue 3, pp. L47-L50 (2007)

- López-Corredoira, M., Cabrera-Lavers, A., Mahoney, T. J., Hammersley, P. L., Garzón, F., González-Fernández, C., "The Long Bar in the Milky Way: Corroboration of an Old Hypothesis", The Astronomical Journal, Volume 133, Issue 1, pp. 154-161 (2007)

- López-Corredoira, M., "Tests and Problems of the Standard Model in Cosmology", Foundations of Physics, Volume 47, Issue 6, pp. 711-768 (2017)
- López-Corredoira M., Allende Prieto C., Garzón F., Wang H., Liu C., Deng L., ''Disk stars in the Milky Way detected beyond 25 kpc from its center'', Astronomy and Astrophysics, 612, id. L8 (2018)
- López-Corredoira M., Lee Y.-W., Garzón F., Lim D., ''Distribution of red clump stars does not support the X-shaped Galactic bulge'', Astronomy and Astrophysics, 627, A3 (2019).